# Marian Sikora (duchowny)

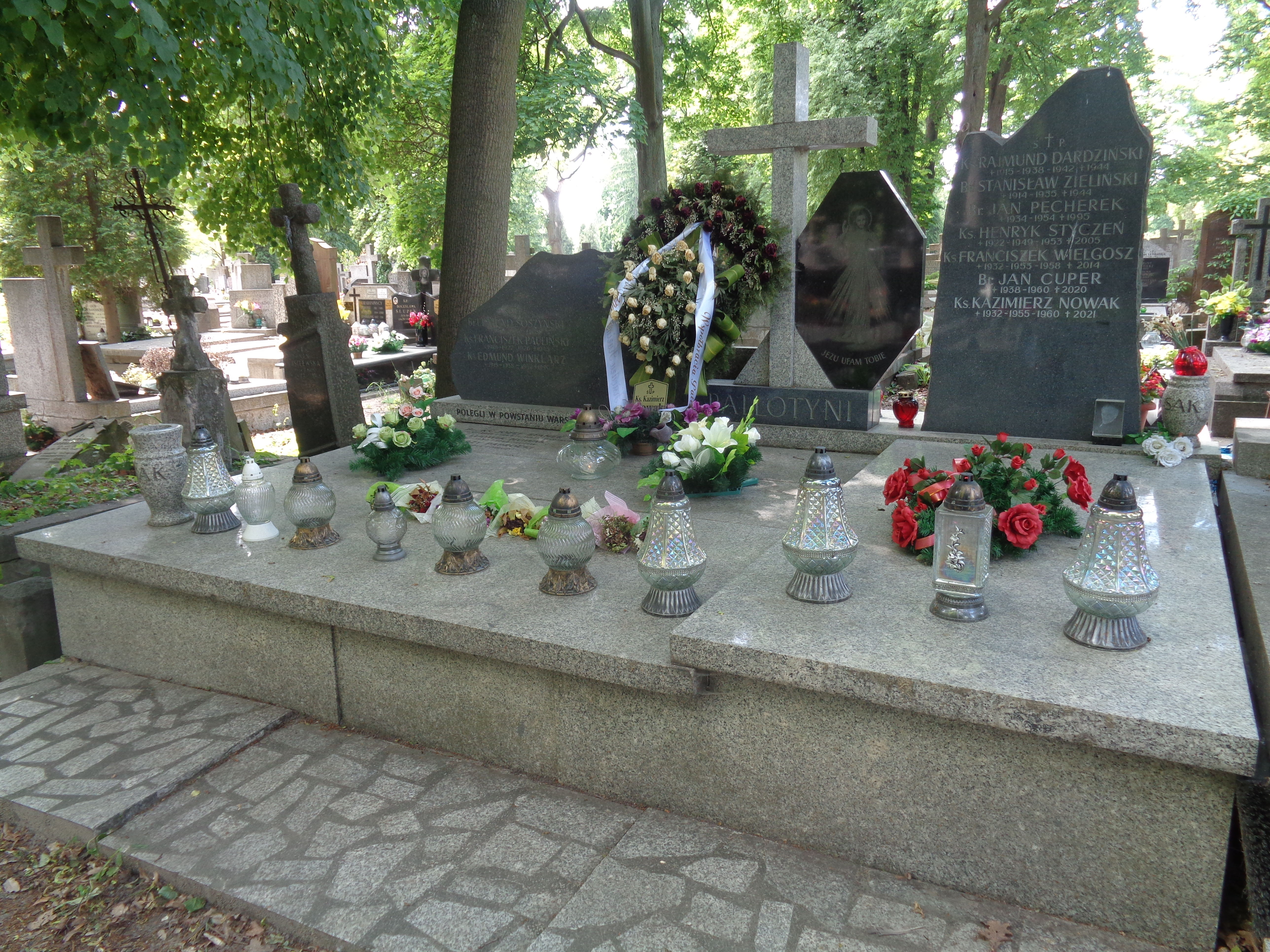
Grób Mariana Sikory w kwaterze pallotyńskiej na Cmentarzu Bródnowskim

Marian Sikora (ur. 10 marca 1915 w Habinghorst, Westfalia, zm. 21 lutego 2003 w Warszawie) – polski prawnik kanonista, duchowny katolicki, pallotyn.

## Życiorys
Był synem Piotra i Marii z domu Zapłata; mieszkał z rodziną w Polsce od stycznia 1919, w Wyskoci niedaleko Kościana, tam ukończył szkołę powszechną. W 1928 rozpoczął naukę w Collegium Marianum w Wadowicach na Kopcu, zdając egzamin dojrzałości w 1935. Po odbyciu pallotyńskiego nowicjatu w latach 1936-1938 studiował filozofię w domu zgromadzenia w Sucharach, a następnie teologię w seminarium w Ołtarzewie (1938-1942). Pierwsze przyrzeczenia pallotyńskie złożył w 1937 w Sucharach, święcenia kapłańskie otrzymał w 1941 w Warszawie. W okresie okupacji na tajnych kompletach zgłębiał wiedzę z filologii klasycznej. W 1944 dołączył ochotniczo do ludności Warszawy wysiedlanej po powstaniu warszawskim, pełniąc obok innych pallotynów - Wiktora Bartkowiaka, Augustyna Werochowskiego i Jana Maćkowskiego - posługę kapelana w obozie przejściowym w Pruszkowie.
Po wojnie kontynuował studia na Uniwersytecie Jagiellońskim, by wkrótce przenieść się na prawo kanoniczne na Wydziale Teologii Katolickiej Uniwersytetu Warszawskiego, gdzie w 1949 uzyskał magisterium (praca Alienacja majątku kościelnego w prawie kanonicznym). W 1986, na podstawie rozprawy Sakrament pokuty w ustawodawstwie synodalnym biskupa Krzysztofa Andrzeja Jana Szembeka na tle innych synodów polskich, obronił doktorat na Wydziale Prawa Kanonicznego Akademii Teologii Katolickiej.
W latach 1948–1954 był profesorem teologii moralnej i prawa kanonicznego w Wyższym Seminarium Duchownym w Ołtarzewie. Pracował także jako nauczyciel kontraktowy w Państwowej Szkole Ogólnokształcącej w Sulejówku (1949-1952). Od 1954 pracował w Gdańsku, gdzie był duszpasterzem, rektorem Ośrodka Wyższej Wiedzy Religijnej oraz notariuszem miejscowej Kurii Biskupiej. W latach 1963–1966 pełnił funkcję rektora domu pallotyńskiego w Chełmnie. Był również sekretarzem Prymasowskiego Studium Życia Wewnętrznego w Warszawie (1974-1976) oraz notariuszem warszawskiego Sądu Metropolitalnego. Od 1966 przez 30 lat pełnił posługę kapelana w szeregu żeńskich zgromadzeń zakonnych (Bardo Śląskie, Ratowo, Bobolice, Izabelin, Suchary, Częstochowa, Derdy).
Ostatnie lata życia spędził przy warszawskiej parafii pallotyńskiej (ul. Skaryszewska). Zmarł w lutym 2003, pochowany został na cmentarzu na Bródnie w kwaterze pallotyńskiej.
Ogłosił kilka artykułów w pismach pallotyńskich, m.in. Jak poznać ideał osobisty („Apostoł Maryi”. 1939, nr 3), Rys historyczny rozwoju przedkodeksowego prawa dotyczącego alienacji majątku kościelnego („Ołtarzewiana”. 1960), Sylwetka kapłana ukazana na synodzie chełmskim odbytym za biskupa Krzysztofa Jana Andrzeja Szembeka w dniach 18-20 lipca 1717 roku w katedrze w Krasnymstawie („Wiadomości Polskiej Prowincji Stowarzyszenia Apostolstwa Katolickiego”. 1988, nr 6), Pożegnanie śp. Ks. Józefa Dąbrowskiego SAC na cmentarzu w Ołtarzewie w dniu 30 grudnia 1992 r. przez współbrata kursowego (tamże, 1993, nr 1).